# کنتروود (واشینگتن)
کنتروود (به انگلیسی: Canterwood) یک منطقهٔ مسکونی در ایالات متحده آمریکا است که در واشینگتن واقع شده‌است. کنتروود ۵٫۶ کیلومتر مربع مساحت و ۳٬۰۷۶ نفر جمعیت دارد و ۱۰۲ متر بالاتر از سطح دریا واقع شده‌است.